# Berg (Painten)
Berg ist ein Ortsteil des im niederbayerischen Landkreis Kelheim gelegenen Marktes Painten.

## Geografie
Der Weiler Berg befindet sich etwa eineinhalb Kilometer nördlich von Painten und liegt auf einer Höhe von etwa 535 m ü. NHN im östlichen Bereich der südlichen Frankenalb. Der Ort liegt im südöstlichen Bereich des historischen Gebietes Tangrintel, einer überwiegend bewaldeten Hochebene, die zwischen den Flussläufen der Altmühl und der Schwarzen Laber liegt.

## Geschichte
Durch die zu Beginn des 19. Jahrhunderts im Königreich Bayern durchgeführten Verwaltungsreformen wurde der Ort zu einem Bestandteil der eigenständigen Landgemeinde Klingen, zu der auch noch elf weitere Ortsteile gehörten. Im Zuge der in den 1970er-Jahren durchgeführten kommunalen Gebietsreform in Bayern wurde Berg zusammen mit dem Dorf Netzstall und dem Weiler Mantlach im Jahr 1972 nach Painten umgemeindet. Dies erfolgte noch vor der Auflösung der Gemeinde Klingen, die erst 1978 in die Stadt Hemau eingemeindet wurde.

## Verkehr
Die Anbindung an das öffentliche Straßennetz wird durch eine den Ort durchquerende Gemeindestraße hergestellt. Diese verbindet Berg mit der etwa 800 Meter am Ort vorbeiführenden St 2233. Ein Zufahrt zu der etwa zwei Kilometer entfernten Kreisstraße KEH 16 ist über die östlichen Nachbarorte Mantlach und Netzstall möglich.